# Ardenna gravis
La pardela capirotada o pardela cabeza negra (Ardenna gravis) es una especie de ave procelariforme de la familia Procellariidae ampliamente distribuida por el Océano Atlántico. Es un ave marina con las partes superiores pardas y las inferiores blancas, que se caracteriza por tener el píleo pardo que contrasta con su cuello y sus mejillas blancas. 
Cría principalmente en tres lugares: la isla Nightingale, la isla Inaccesible y la isla de Gough, las tres ubicadas en el archipiélago de Tristán de Acuña. También cría, aunque en cantidad escasa, en las islas Malvinas. Su población mundial se estima en unos 15 millones de individuos.

## Descripción

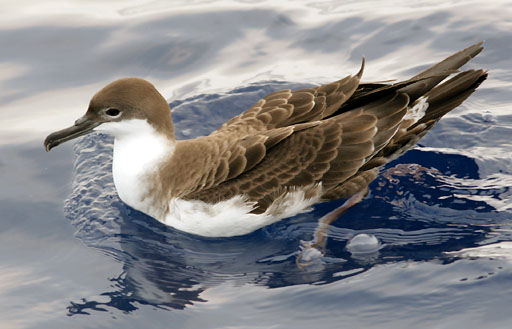
La pardela capirotada se caracteriza por su píleo oscuro en contraste con su cuello y rostro blancos y su mancha parda en el vientre.

La pardela capirotada mide entre 43–51 cm de longitud corporal y tiene una envergadura alar de 105–122 cm. Sus partes inferiores son de color pardo oscuro, salvo el cuello y la base de la cola que son blancos como sus partes inferiores, a excepción de una mancha parda en el centro del vientre y los bordes de las alas que también son pardos. Además tiene marchas pardas en a la altura de los hombros. Presenta una mancha parda oscura que abarca toda la mitad superior de la cabeza llegando hasta sobrepasar los ojos. Su pico es negro. 

## Taxonomía

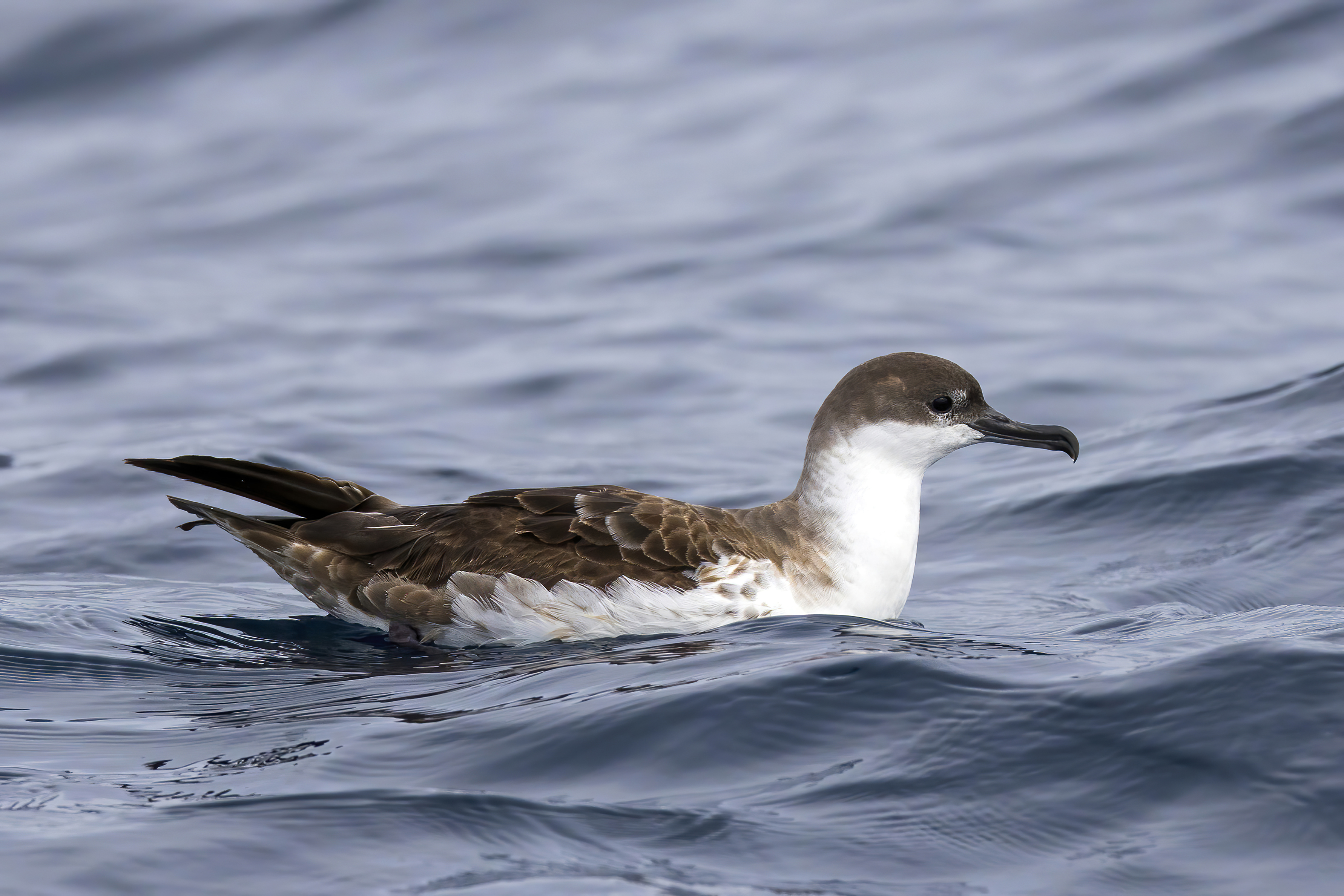
Pardela capirotad (Ardenna gravis) en Sagres, Portugal

La pardela capirotada es una de las siete especie del género Ardenna, que pertenece a la familia de las pardelas y petreles (Procellariidae), incluida dentro del orden Procellariiformes. Procellariidae es una de las cuatro familias principales del orden Procellariiformes, junto a Diomedeidae (albatros), Hydrobatidae (paíños) y Pelecanoididae (poyuncos). Los procelariformes son aves marinas que se caracterizan por tener picos con tubos nasales sobresalientes y alas largas y estrechas, que les permiten surcar los vientos planeando sobre el mar. 
La pardela capirotada fue descrita científicamente por Bernard O'Reilly en 1818, con el nombre de Procellaria gravis. Posteriormente fue trasladada al género Puffinus, donde permaneció hasta 2014 cuando se escindió el género trasladando varias de sus especies al género Ardenna, a causa del resultado de los análisis de ADN mitocondrial. No se reconocen subespecies diferenciadas de pardela capirotada.

## Distribución

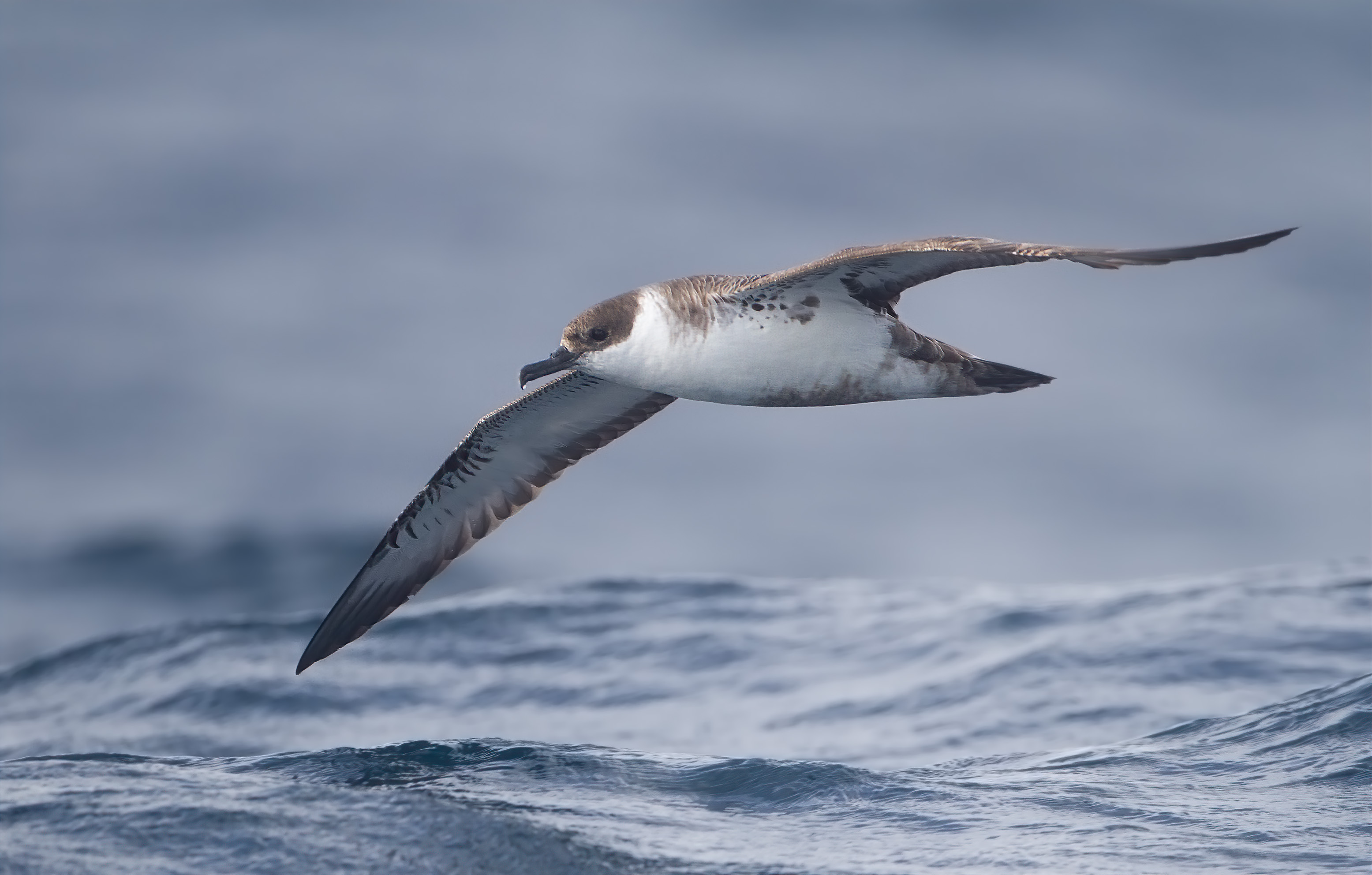
En vuelo.

Cría principalmente en tres lugares: la isla Nightingale, la isla Inaccesible y la isla de Gough, las tres ubicadas en el archipiélago de Tristán de Acuña, y en menor medida en las islas Malvinas. Es de las pocas especies de aves que cría en el hemisferio sur y migra al hemisferio norte. Como la pardela sombría sigue una ruta circular, desplazándose por la costa oriental primero de Sudamérica y luego de Norteamérica, antes de cruzar el Atlántico en agosto. Llegan a las islas británicas antes de girar al sur y recorrer la costa occidental del Átlántico.

## Comportamiento

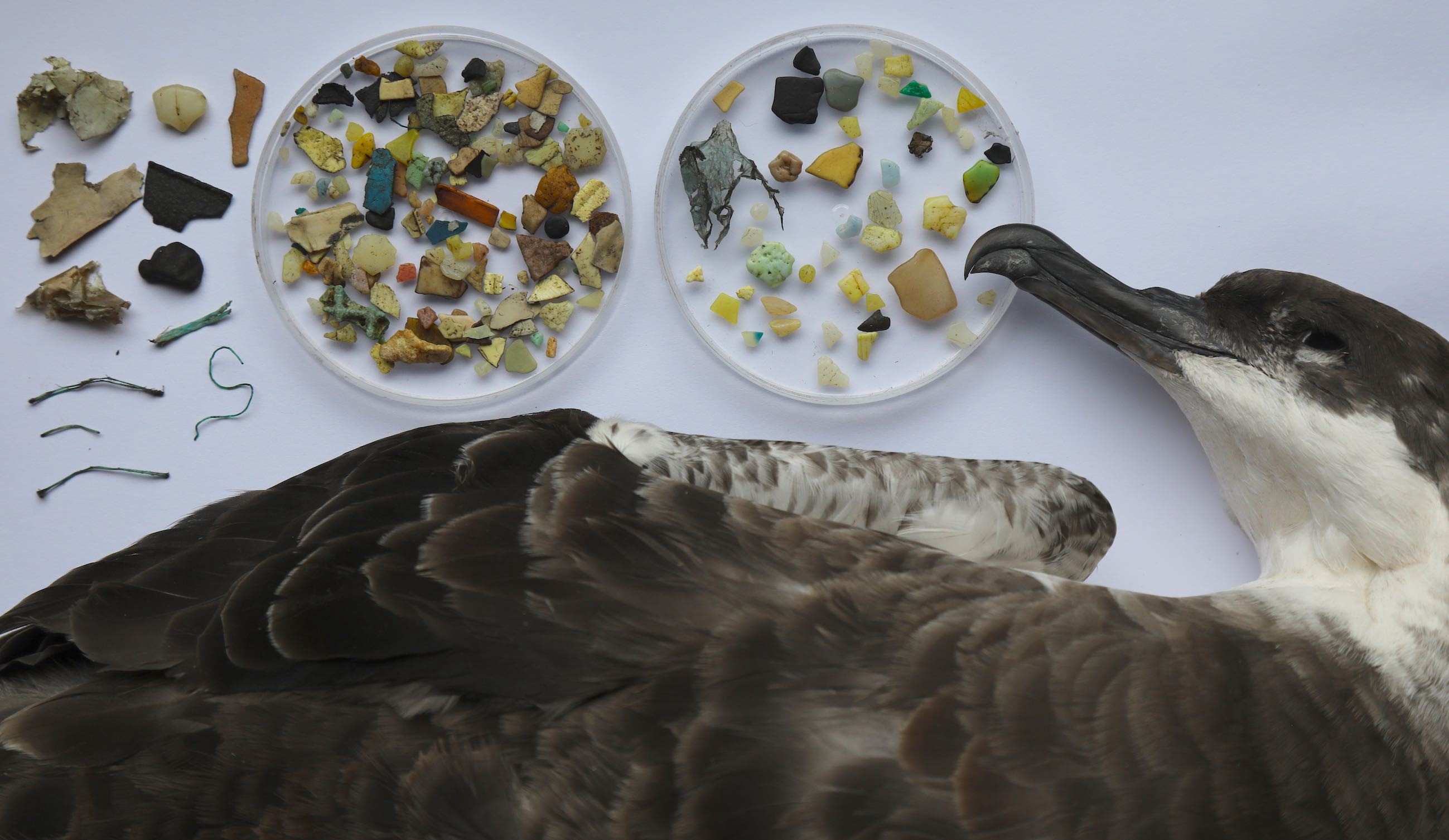
Pardela capirotada con fragmentos de plástico encontrados en su estómago

La pardela capirotada se alimenta de peces y calamares, que pesca en la superficie o zambuyéndose en picado. Sigue activamente a los barcos pesqueros para alimentarse de sus deshechos. Es un ave gregaria que puede verse en grandes cantidades desde los barcos o promontorios propicios.
Las pardelas capirotada se encuentran entre las especies de aves marinas con mayor incidencia de ingestión de plásticos.
La pardela capirotada anida en grandes colonias. Pone un solo huevo blanco en una madriguera o un hueco sobre la hierba. Visitan su nido solo por la noche para evitar a los depredadores como las grandes gaviotas.